# نارفيك شيلد
درع نارفيك ( (بالألمانية: Narvikschild)‏ زخرفة عسكرية ألمانية من الحرب العالمية الثانية مُنحت لجميع القوات الألمانية التي شاركت في معارك نارفيك بين 9 أبريل و 8 يونيو 1940. تم تأسيسها في 19 أغسطس 1940 من قبل أدولف هتلر. نشر Oberkommando der Wehrmacht (OKW) الأمر في نفس اليوم. وقد منحها الجنرال إدوارد ديتل، قائد مجموعة جيش نارفيك.  
كانت الجائزة الأولى من سلسلة من جوائز حملة درع السلاح.  ما مجموعه 8577 موظفًا الجائزة.  على وجه التحديد: 2,755 في الجيش، و2،161 إلى كريغسمارينه، و3،661 إلى لوفتفافه. 

## التصميم
صممه البروفيسور الدكتور ريتشارد كلاين، الدرع ضيق في قاعدة مدببة، وفي قمته، لديه نسر بجناحين مغروسين يمسكان بإكليل من الغار يحيط بصليب معقوف. أدناه مكتوب بحروف كبيرة NARVIK .  

### نسخة 1957
في عام 1957، تم تفويض درع نارفيك، إلى جانب العديد من الزخارف العسكرية الألمانية الأخرى للحرب العالمية الثانية، لارتدائه من قبل قدامى المحاربين. كان الإصدار الجديد من نفس التصميم، ولكن بدون رمز النسر والصليب المعقوف لألمانيا النازية.